# Hanns Martin Schleyer
Hanns Martin Schleyer (Offenburg, 1 mei 1915 – onbekende plaats, 18 oktober 1977) was een Duits manager en econoom. Hij werd in 1977 door de Rote Armee Fraktion ontvoerd en op 18 oktober 1977 vermoord nadat de kopstukken van de RAF in hun cel dood aangetroffen werden.

## Biografie
Na zijn middelbareschooltijd ging Schleyer studeren aan de universiteit van Heidelberg. Hij werd er lid van het studentencorps Suevia, waar hij bij het schermen een litteken opliep. Tevens was Schleyer van 1933 tot 1945 lid (nr. 221.714) van de SS. Schleyer bekritiseerde het Corps Suevia in 1935 omdat het joodse oud-leden niet uit de vereniging zette. Daarop stapte hij over naar de nationaalsocialistische studentenbeweging in Heidelberg en vanaf 1941 was hij leider van de nationaalsocialistische studentenbeweging in Praag. In zijn hoedanigheid van "Beauftragter des Sicherheitsdienstes (SD) der SS für den Universitätsbereich" was hij betrokken bij de vervolging van linkse studentenleiders. Vanaf 1943 was hij in het protectoraat Bohemen en Moravië verantwoordelijk voor de controle over en plundering van de industrie in het bezette land ten gunste van nazi-Duitsland.
Na zijn vrijlating uit krijgsgevangenschap werd Schleyer bij de denazificatie als meeloper gekwalificeerd. Aldus niet meer gehinderd door zijn naziverleden bouwde Schleyer een carrière op in West-Duitsland. Vanaf 1973 was hij voorzitter van de Duitse werkgeversorganisatie Bundesvereinigung der Deutschen Arbeitgeberverbände.

## Ontvoering
Op 5 september 1977 werd hij door het Kommando Siegfried Hausner ontvoerd. Deze groep bestond onder andere uit Peter-Jürgen Boock, Willy Peter Stoll, Sieglinde Hofmann en Stefan Wisniewski. Aanvankelijk werd Schleyer elf dagen lang op een adres (Zum Renngraben 8) in een buitenwijk van Keulen gevangen gehouden. Vanaf 16 september 1977 werd Schleyer enkele dagen verborgen gehouden in een woning aan de Stevinstraat 266 in Scheveningen, waar de ontvoerders na enkele dagen spoorslags moesten verdwijnen nadat de politie het RAF-lid Angelika Speitel betrapte op het huren van een auto onder een valse naam en er een vuurgevecht volgde, waarbij ze wist te ontkomen. Speitel waarschuwde de ontvoerders in de Stevinstraat die Schleyer dezelfde dag nog overbrachten naar een statig pand in de Brusselse plaats Sint-Pieters-Woluwe. Daar werd Schleyer vastgehouden tot hij uiteindelijk op 18 oktober werd vermoord.
De voorbereiding en coördinatie van de ontvoering van Schleyer vond plaats vanuit een flat aan de Baden Powellweg 217 te Amsterdam. Op 30 oktober 1977 deed de Amsterdamse politie onderzoek in de woning. Kort nadat de agenten waren verdwenen, verscheen RAF-lid Rolf Clemens Wagner in de woning. Hij wist echter aan de politie te ontkomen omdat die de flat nog niet permanent observeerde. Wagner werd later veroordeeld voor onder meer zijn aandeel in de ontvoering en moord op Schleyer.
Tijdens zijn ontvoering werd Schleyer gedwongen mee te werken aan een voor hem vernederende video, waarin hij de Duitse regering opriep hem te ruilen voor elf in de gevangenis zittende RAF-leden. Om de eisen van de ontvoerders kracht bij te zetten werd tezelfdertijd Lufthansa-vlucht 181 (de Landshut), een Boeing 737, gekaapt op een vlucht van Mallorca naar Frankfurt. De kaping werd uitgevoerd door Palestijnen die op dat moment samenwerkten met leden van de RAF. De kapers werden te Mogadishu door leden van de Duitse antiterreureenheid GSG 9 uitgeschakeld. Op 18 oktober 1977 werden in de gevangenis van Stammheim de lijken aangetroffen van de gevangen zittende kopstukken van de RAF (Andreas Baader, Gudrun Ensslin en Jan-Carl Raspe). Een vierde verdachte, Irmgard Möller, werd (met steekwonden) zwaar gewond  aangetroffen. Diezelfde dag liet het RAF-lid Silke Maier-Witt weten: "We hebben na 43 dagen het beklagenswaardige en corrupte bestaan van Hanns Martin Schleyer beëindigd.”
Daags na de dood van de RAF-kopstukken Baader, Ensslin en Raspe werd Hanns-Martin Schleyer dood aangetroffen te Mulhouse. Na een tip van de RAF vond men op 19 oktober 1977 zijn lijk in de kofferruimte van een groene Audi 100. Hij was met drie schoten in het achterhoofd gedood. RAF-lid Peter-Jürgen Boock verklaarde in de herfst van 2007 dat de dodelijke schoten door Rolf Heissler en Stefan Wisniewski waren afgevuurd. Boock was echter geen getuige van de moord en bevond zich ten tijde van de moord in Bagdad.

## Nasleep
Een van de betrokken ontvoerders, Christian Klar, is op 19 december 2008 na 25 jaar gevangenschap op vrije voeten gesteld. Hij wekte niet de indruk de acties van zijn kameraden te veroordelen.
Het naziverleden van Schleyer werd in Duitsland pas tijdens de ontvoering op grotere schaal bekend. Middels een ARD-documentaire uit 2002 heeft het televisiepubliek uitgebreider kennis kunnen nemen van Schleyers gedragingen gedurende de oorlog.
In november 2017, veertig jaar na dato, vond op initiatief van het dagblad Bild in Skopje een ontmoeting plaats tussen het ex-RAF-lid Silke Maier-Witt en Jörg Schleyer, zoon van het slachtoffer. In een gesprek dat zeven uur duurde, gaf Maier-Witt Schleyer jr. een naar eigen zeggen volledig verslag van de ontvoering, de gevangenschap en de dood van zijn vader.

## Publicatie
- Lutz Hachmeister: Schleyer. Eine deutsche Geschichte. München, Beck, 2004. ISBN 3-406-51863-X